# Wassili Andrejewitsch Karatygin

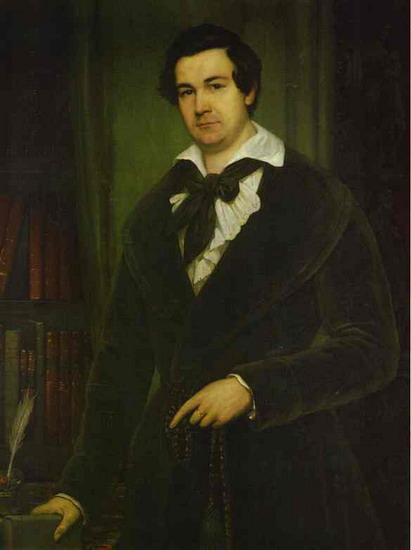
Wassili Karatygin, 1842 porträtiert von Wassili Tropinin

Wassili Andrejewitsch Karatygin (russisch Василий Андреевич Каратыгин / Vasilij Andreevič Karatygin; * 10. März 1802 in Sankt Petersburg; † 25. März 1853 ebenda) war ein russischer Theaterschauspieler und Übersetzer vorwiegend französischer Bühnenstücke. Belinski lobte den Mimen in den höchsten Tönen: Karatygins Spiel sei eine Feier der theatralischen Kunst.
Wassili, Sohn des Schauspielerehepaares Andrei Karatygin (1774–1827) und Alexandra Karatygina (1777–1859), begann eine Ausbildung als Außenhandelskaufmann. Manchmal wurden im Elternhaus Stücke geprobt. Der 15-jährige Wassili geriet bei solcher Gelegenheit unter den Einfluss zweier Dramaturgen – des Theaterleiters Alexander Schachowskoi (1777–1846) sowie des Dichters, Literaturkritikers und Übersetzers Pawel Katenin (1792–1853). Schachowskoi wollte aus dem Jungen einen Schauspieler machen und brachte ihm die pompöse Spielweise jener Zeit bei. Wassili fühlte sich aber mehr zu Katenin hingezogen. Letzterer lenkte die Aufmerksamkeit des Jungen auf die Werke der griechischen und auch neueren französischen Klassiker. Wassili Karatygins Petersburger Debüt am 3. Mai 1820 auf der Bühne des Bolschoi-Theaters in einer Rolle der Tragödie Fingal von Oserow (1769–1816) wurde ein Erfolg. Etwa ab 1828 erreichte die Romantik russische Bühnen. Karatygin trat seit 1832 im Alexandrinski-Theaters auf. Das Publikum war von der melodischen Rezitation, dem ausdrucksvollen Gesicht, den pittoresken Posen und der monumentalen Pracht seiner majestätischen Figur beeindruckt. Belinski übertrieb, das Theater habe vor Beifall gezittert, als Karatygin in der Rolle des Belisar – kein Wort sprechend – im Triumphwagen über die Bühne fuhr.
Nach Hinwendung zur Griechischen Tragödie favorisierte Karatygin, der Mann mit der starken, angenehmen Stimme, Shakespeare und brillierte in Schillers Stücken – in den  Räubern als Karl Moor, in Maria Stuart als Leicester und in einer Rolle in der Braut von Messina. Er spielte auch in Stücken von Racine, Corneille, Voltaire, Puschkin, Gribojedow, Lermontow, Kukolnik, Polewoi, Dumas und Hugo.
Im Zeitraum 1830 bis 1850 übersetzte Wassili Karatygin über vierzig Theaterstücke für die Petersburger Bühne.
Seit Februar 1827 war er mit der Schauspielerin Alexandra Kolossowa (1802–1880) verheiratet.
Wassili Karatygin starb 1853 und wurde auf dem Petersburger Smolensker Friedhof beerdigt. In den 1930er Jahren wurden seine sterblichen Überreste auf den Tichwiner Friedhof überführt.